# Pohnpei

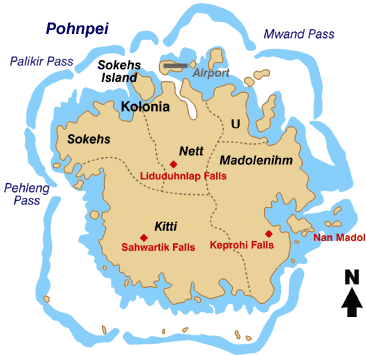
Harta detaliată a statului Pohnpei

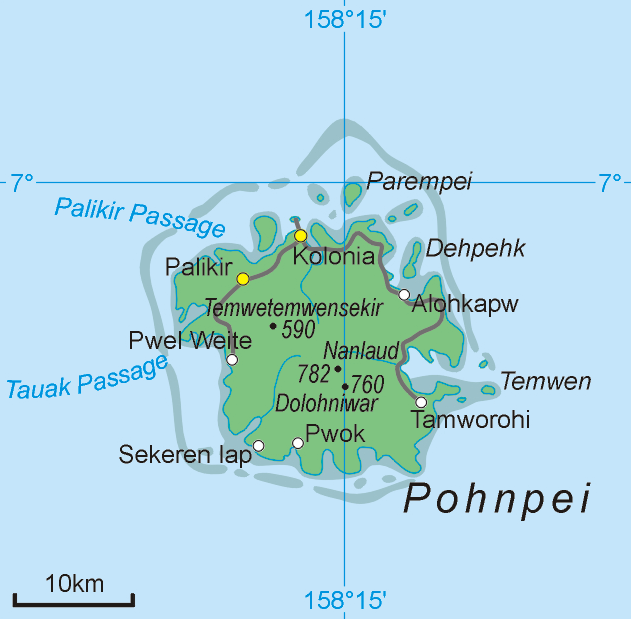
Harta insulei Pohnpei

Pohnpei (în trecut: Ponape) este denumirea uneia din cele patru state din Statele Federate ale Microneziei și a unei insule din gruparea insulelor Senyavin, parte din Arhipelagul Carolina din Oceania. 
Pohnpei este cea mai mare, cea mai ridicată, cea mai populată și cea mai dezvoltată insulă din Statele Federate ale Microneziei. În acest stat se află orașul în ruine Nan Madol.